# Кубок африканських чемпіонів 1987
Кубок африканських чемпіонів 1987 — 23-й розіграш турніру, що проходив під егідою КАФ. Матчі проходили з квітня по 18 грудня 1987 року. Турнір проходив за олімпійською системою, команди грали по два матчі. Усього брали участь 38 команд. Чемпіонський титул удруге здобув єгипетський клуб «Аль-Аглі» з Каїра.

## Попередній раунд
| Команда 1             | Заг.  | Команда 2          | 1-й матч | 2-й матч |
| --------------------- | ----- | ------------------ | -------- | -------- |
| Матлама               | 3:0   | Габороне Юнайтед   | 1:0      | 2:0      |
| БТМ Антананариву      | 2:3   | Маджі Маджі        | 1:1      | 1:2      |
| Могадішо Мунісіпеліті | 1:2   | Пантерес Нуарес    | 1:0      | 0:2      |
| Петру Атлетіку        | 4:1   | Машакене           | 3:1      | 1:0      |
| Ювеніл Реєс           | т. п. | Спортінг Мура      | —        | —        |
| Спортінг (Бісау)      | т. п. | Олд Едвардіанс     | —        | —        |
| Кадетс Клаб           | 4:4   | Мбабане Гайлендерс | 3:2      | 1:2      |

Примітки
1. ↑  «Спортінг Мура» знявся з турніру.
2. ↑  «Олд Едвардіан» знявся з турніру.

## Перший раунд
| Команда 1             | Заг.  | Команда 2             | 1-й матч | 2-й матч |
| --------------------- | ----- | --------------------- | -------- | -------- |
| Леопардс (Найроби)    | 2:0   | Маджі Маджі           | 1:0      | 1:0      |
| СКА «Жанна д'Арк»     | 2:3   | ЕС Сетіф              | 2:1      | 0:2      |
| Реал Бамако           | 0:4   | Левентес Юнайтед      | 0:0      | 0:4      |
| Рекен де л'Атлантік   | 0:7   | Канон                 | 0:0      | 0:7      |
| Африка Спортс         | 3:1   | АСФОСА                | 2:1      | 1:0      |
| Аль-Аглі (Каїр)       | 5:1   | Пантерес Нуарес       | 4:0      | 1:1      |
| Аль-Гіляль (Омдурман) | 3:0   | Інтер Стар            | 2:0      | 1:0      |
| Дайнамоз              | 8:2   | Мбабане Гайлендерс    | 6:1      | 2:1      |
| Майті Баролл          | 2:1   | Горойя                | 2:1      | 0:0      |
| Наківубо Вілла        | 5:0   | Матлама               | 4:0      | 1:0      |
| Асанте Котоко         | т. п. | Спортінг (Бісау)      | —        | —        |
| Нкана Ред Девілз      | 2:1   | Петру Атлетіку        | 1:1      | 1:0      |
| Сент-Елуа Лупопо      | 1:0   | ФК 105 Лібревіль      | 1:0      | 0:0      |
| Етуаль дю Сахель      | т. п. | Аль-Іттіхад (Триполі) | —        | —        |
| Відад                 | 5:1   | Поліс (Порт-оф-Спейн) | 3:1      | 2:0      |
| Замалек               | т. п. | Ювеніл Реєс           | —        | —        |

Примітки
1. ↑  «Спортінг» знявся з турніру.
2. ↑  «Аль-Іттіхад» знявся з турніру.
3. ↑  «Поліс» після першого матчу дискваліфікований за несплату внесків до КАФ.
4. ↑  «Ювеніл Реєс» знявся з турніру.

## Другий раунд
| Команда 1        | Заг. | Команда 2             | 1-й матч | 2-й матч |
| ---------------- | ---- | --------------------- | -------- | -------- |
| ЕС Сетіф         | 1:2  | Канон                 | 0:0      | 1:2      |
| Африка Спортс    | 3:2  | Майті Баролл          | 2:1      | 1:1      |
| Аль-Аглі (Каїр)  | 7:2  | Леопардс (Найроби)    | 6:0      | 1:2      |
| Наківубо Вілла   | 2:2  | Аль-Гіляль (Омдурман) | 2:1      | 0:1      |
| Дайнамоз         | 4:2  | Сент-Елуа Лупопо      | 3:1      | 1:1      |
| Етуаль дю Сахель | 2:2  | Левентес Юнайтед      | 2:1      | 0:1      |
| Відад            | 1:3  | Асанте Котоко         | 1:1      | 0:2      |
| Нкана Ред Девілз | 1:2  | Замалек               | 1:0      | 0:2      |

## Фінальний етап

### Чвертьфінал
| Команда 1             | Заг.           | Команда 2        | 1-й матч | 2-й матч |
| --------------------- | -------------- | ---------------- | -------- | -------- |
| Канон                 | 3:2            | Дайнамоз         | 2:1      | 1:1      |
| Африка Спортс         | 2:2 (пен. 2:4) | Аль-Аглі (Каїр)  | 2:0      | 0:2      |
| Аль-Гіляль (Омдурман) | 2:1            | Левентес Юнайтед | 2:1      | 0:0      |
| Замалек               | 3:5            | Асанте Котоко    | 2:0      | 1:5      |

### Півфінал
| Команда 1             | Заг.           | Команда 2     | 1-й матч | 2-й матч |
| --------------------- | -------------- | ------------- | -------- | -------- |
| Аль-Аглі (Каїр)       | 2:1            | Асанте Котоко | 2:0      | 0:1      |
| Аль-Гіляль (Омдурман) | 1:1 (пен. 4:1) | Канон         | 1:0      | 0:1      |

## Фінал
| 29 листопада 1987 |

| Аль-Гіляль (Омдурман) | 0:0      | Аль-Аглі (Каїр) |
| --------------------- | -------- | --------------- |
|                       | Протокол |                 |

| «Аль-Гіляль», Омдурман Глядачів: 50 000 Арбітр: Жан-Фідель Дірамба (Габон) |

| 18 грудня 1987 |

| Аль-Аглі (Каїр)                      | 2:0      | Аль-Гіляль (Омдурман) |
| ------------------------------------ | -------- | --------------------- |
| Ель Талапаті 5' (аг) Айман Шавкі 44' | Протокол |                       |

| «Міжнародний стадіон», Каїр Глядачів: 80 000 Арбітр: Мухамед Лараче (Марокко) |

| Чемпіон Кубка африканських чемпіонів 1987 [[Файл:Flag of Egypt.svg\|border\|border\|100px\|Єгипет]] Аль-Аглі (Каїр) (2-й титул) |